# 有価物
有価物（ゆうかぶつ）とは、経済上の価値のある有体物で、鉄、アルミ、カレット、古紙類・古布類など、他人に有償で売却できるものをいうが、資源価格の変動により、無料で引き取りまたは逆に料金を支払って引き取ってもらう（逆有償）場合があることもある。